# Cryptocoryneum rilstonei
Cryptocoryneum rilstonei är en svampart som beskrevs av M.B. Ellis 1972. Cryptocoryneum rilstonei ingår i släktet Cryptocoryneum, divisionen sporsäcksvampar och riket svampar.   Inga underarter finns listade i Catalogue of Life.